# Ohrdorf

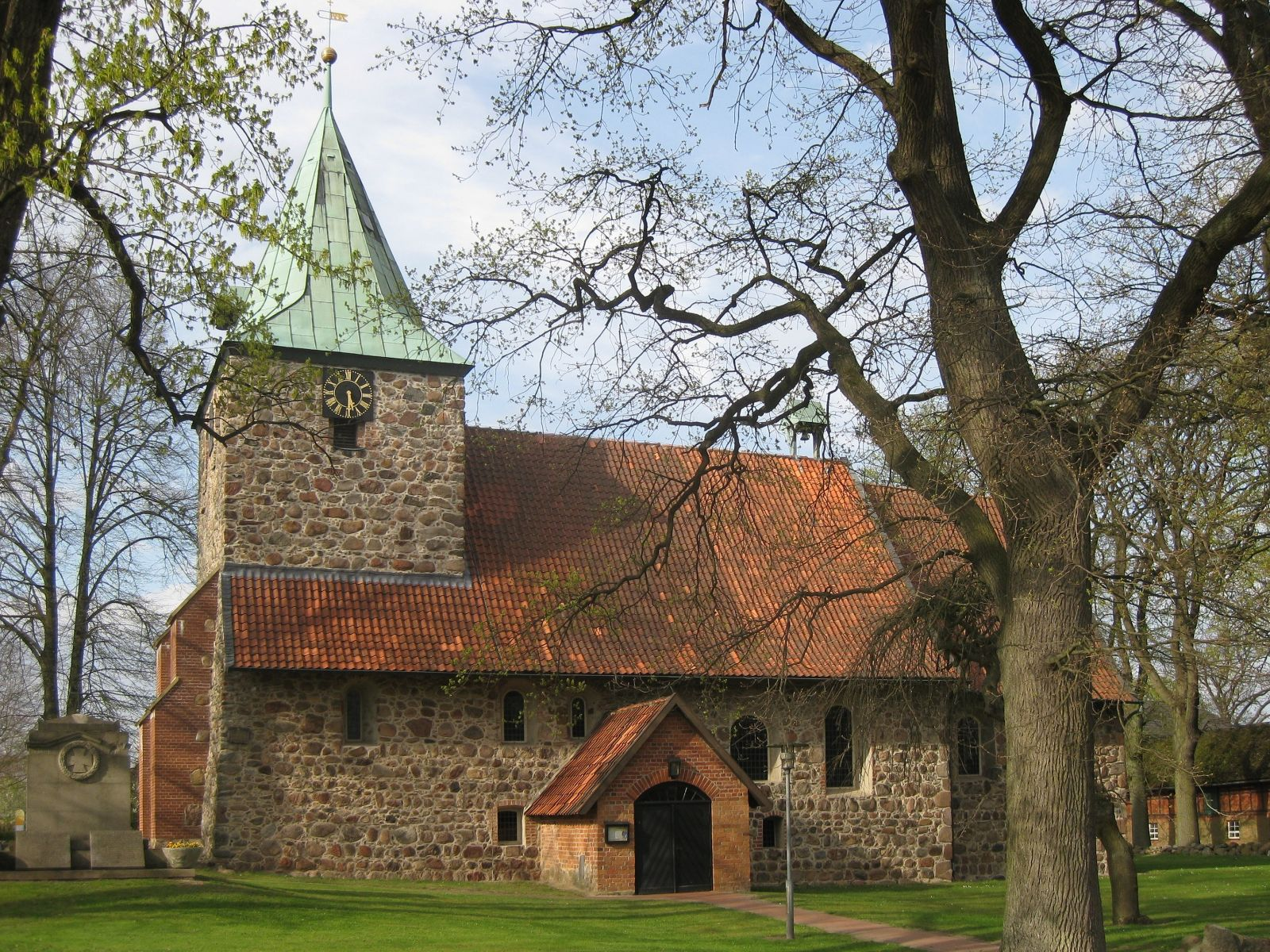
Laurentius-Kirche von Ohrdorf

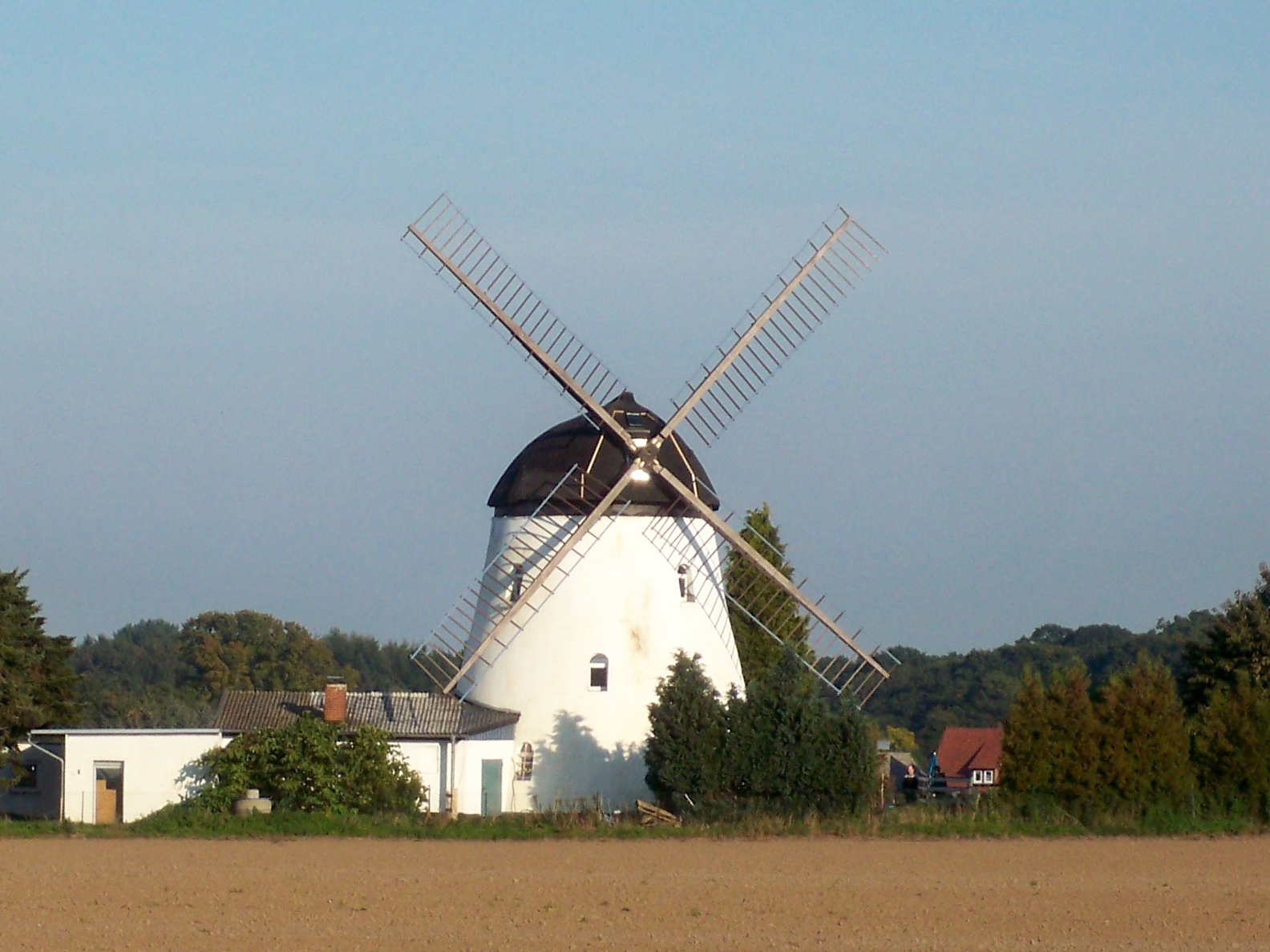
Windmühle nördlich von Ohrdorf

Ohrdorf ist eine Ortschaft der Stadt Wittingen im niedersächsischen Landkreis Gifhorn.

## Geschichte
Das Dorf Ohrdorf wurde 1112 als Adorp erstmals erwähnt (Urkundenbuch des Hochstifts Halberstadt, I, 136), als Ordorpe nach 1209 (in den zwischen 1208 und 1215 entstandenen Halberstädter Bischofschroniken, den Gesta episcoporum Halberstadensium). Weitere mittelalterliche Ortsnamenformen waren Orthorp, wenedisches Ordorp, Ordorp apud Wittinge, Ordorppe und Ordorff.
Den Namen verdankt das Dorf dem Fluss Ohre, der nahe dem Dorf entspringt und nördlich von Magdeburg in die Elbe fließt. Zu DDR-Zeiten verlief die innerdeutsche Grenze in der Mitte der Ohre unweit des Dorfes. Der nächstgelegene Ort auf ostdeutscher Seite war  Haselhorst, er war von Anfang der 1950er Jahre von Ohrdorf nicht mehr direkt erreichbar; erst 1990 wurde die Straßenverbindung wiederhergestellt.
Am 1. März 1974 wurden die Gemeinden Boitzenhagen, Plastau, Radenbeck, Schneflingen, Teschendorf und Zasenbeck in die Gemeinde Ohrdorf eingegliedert. Bereits einen Monat später, am 1. April 1974, wurde diese vergrößerte Gemeinde aufgelöst und in die Stadt Wittingen integriert.

## Politik

### Ortsrat
Der Ortsrat, der Ohrdorf vertritt, setzt sich aus fünf Mitgliedern zusammen. Die Ratsmitglieder werden durch eine Kommunalwahl für jeweils fünf Jahre gewählt.
Bei den letzten Kommunalwahlen ergaben sich folgende Sitzverteilungen:
|      | AktivO | CDU | Gesamt  |
| ---- | ------ | --- | ------- |
| 2021 | 5      | -   | 5 Sitze |
| 2016 | -      | 5   | 5 Sitze |

### Ortsbürgermeister
Ortsbürgermeister ist Christian Dalibor (CDU).

## Kultur und Sehenswürdigkeiten
- Die 1235 erbaute Laurentius-Kirche ist eine Feldsteinkirche und besitzt einen gotischen Flügelaltar aus dem Jahr 1470. Einer Legende zufolge war der Altar für eine Kirche in Wittingen bestimmt. Der Wagen, der den Altar transportierte, habe einen Radbruch in Ohrdorf gehabt, was die Ohrdorfer ausgenutzt hätten, um den Fahrer betrunken zu machen und den Altar in ihre eigene Kirche zu schaffen. Die Kanzel stammt von 1700, die Deckengemälde von 1711.

- Nördlich von Ohrdorf steht eine bewohnte Windmühle, die im Jahr 1867 als ein aus Ziegelstein gemauerter Turmholländer errichtet wurde.[9]

## Ohrdorf in den 1950er/1960er Jahren
(Quelle: )
- Gemischtwarenläden: Scholz (vormals Querfurth), Matte (auch Poststelle, hier stand am 4. Juli 1954 der Radioapparat im Fenster und übertrug das WM-Endspiel Deutschland-Ungarn), Konsum (Emmie Flohr)
- Gaststätten: Hannover/Moderegger (später Athen) mit Saal (gegenüber Tischler Kausche), Gasthaus Otto Kramer mit Saal (heute Gasthaus Schulze), Bahnhofsgaststätte, Nachteweide (nur bei Schützenfesten, heute Schützensaal)
- Institutionen: Ev.-Luth. Kirchengemeinde (Pastor Karl Eilmes), Volksschule (Lehrer Heucke, Lehrerin Fräulein Steffen), Freiwillige Feuerwehr, OHE-Bahnhof (mit Zuckerrüben-Verladeeinrichtung)
- Firmen und Handwerker: Friseur Wilhelm Lilje (heute Friseur Dalibor), Gärtnerei Lilje, Sattlerei Lessig, Bäcker Mordfeld (heute Bäckerei Ute Schulze), Molkerei (Adam Edler), Maler Hansen, Stellmacher Kummert (heute Tischlerei Oliver Kummert), Tischler Kausche, Schmiede (gegenüber von Gasthaus Kramer), Windmühle (Mahlbetrieb bis zum Ende der 1950er Jahre), Spar- und Darlehnskasse (Leiter: Johann Breden), Ein- und Verkaufsgenossenschaft am Bahnhof (Geschäftsführer: Gustav Kalm) (heute: Raiffeisen Waren - Agrar), Schneider (im Haus von Dorfladen Scholz)
- Vereine: Schützenverein, Sportverein MTV Ohrdorf von 1913 (Fußball und Handball), Männergesangverein